# La Couleur de l'eau
Cet article concerne le livre. Pour le phénomène physique, voir Couleur de l'eau.
La Couleur de l'eau (titre original en anglais : Thirst) est un roman de l'écrivaine écossaise Kerry Hudson paru originellement en 2014 aux éditions Chatto & Windus  et en français le 20 août 2015 aux éditions Philippe Rey. Il reçoit le 4 novembre 2015 le prix Femina étranger.

## Historique
Le roman reçoit le 4 novembre 2015 le prix Femina étranger par six voix contre cinq à La Zone d'intérêt de Martin Amis.

## Éditions
- Éditions Philippe Rey, 2015,  (ISBN 978-2848764702).